# Anthony Stafford Beer
Anthony Stafford Beer (Londres, 25 de setembro de 1926 — Toronto, 23 de agosto de 2002) foi um teórico da pesquisa operacional e da gestão cibernética.
Estudou filosofia na University College London, mas teve de interromper os estudos em 1944 para incorporar o exército britânico na Segunda Guerra Mundial. Serviu na Índia, onde permaneceu até 1947, sendo finalmente desmobilizado do exército em 1949, tendo obtido o grau de capitão.
Ele tomou contacto com a pesquisa operacional no exército e em breve se deu conta das vantagens de sua aplicação no mundo dos negócios. Ele trabalhou para a United Steel e convenceu a gestão da empresa a fundar um grupo de pesquisa operacional, o departamento de pesquisa operacional e cibernética, que ele liderou.
Em 1959 ele publicou o seu primeiro livro Cybernetics and Management, no qual elabora sobre as ideias de Norbert Wiener, Warren McCulloch e especialmente William Ross Ashby para uma abordagem da gestão organizacional com base na teoria dos sistemas.
Após ter ganho experiência, ele deixou a United Steel em 1961 para fundar uma empresa de consultoria de pesquisa operacional juntamente com Roger Eddison chamada SIGMA (Science in General Management). Beer deixou de ter o controle da empresa em 1966, altura em que o cliente da SIGMA International Publishing Corporation (IPC) tomou conta. Beer tornou-se o director de desenvolvimento da IPC e foi um fomentador da adopção de novas tecnologias informáticas. Também em 1966 ele escreveu Decisão e Controle. Deixou a IPC em 1970 para trabalhar como consultor independente, reflectindo também o seu interesse crescente em sistemas sociais.
O seu maior projecto independente nunca chegou a ser completado. Ele foi contratado pelo governo socialista do Chile em 1971 para desenvolver um sistema computadorizado a tempo-real que deveria gerir a economia social. Quando Pinochet tomou o controle em 1973, o professor Beer teve de abandonar o projecto. Beer continuou a trabalhar nas Américas, sendo consultor dos governos do México, Uruguai e Venezuela. Ele também escreveu uma série de quatro livros, baseando-se no seu Viable System Model para a modelação de organizações  - Platform for Change, Designing Freedom, Heart of Enterprise e The Brain Of The Firm.
Nos meados da década de 1970 Beer renunciou ao seu estilo de vida material anterior e foi viver para o centro do País de Gales, onde ele passou a viver quase austeramente, interessando-se pela poesia e pela arte. A partir dos anos 80, ele passou a ter uma segunda casa em Toronto. Ele continuou a trabalhar no seu ramo de conhecimento e em 1994 publicou Beyond Dispute: The Invention of Team Syntegrity. Team Syntegrity é um modelo formal baseado na ideia do poliedro nos sistemas aplicada à resolução de problemas não hierárquicos.
Ele foi um professor visitante em quase 30 universidades e recebeu o doutoramento Honoris Causa pela universidade de Sunderland. Stafford Beer foi presidente da World Organization of Systems and Cybernetics e foi premiado pela academia real sueca para as ciências da engenharia. Ele uniu as sociedades United Kingdom Systems Society, American Society for Cybernetics, e Operations Research Society of America.
Beer casou duas vezes, em 1947 com Cynthia Hannaway e em 1968 com Sallie Steadman. Teve 5 filhos e 3 filhas.